# 207
El 207 (CCVII) fou un any comú començat en dijous del calendari julià. En aquell temps, era conegut com a any del consolat de Màxim i Sever (o, més rarament, any 960 ab urbe condita). L'ús del nom «207» per referir-se a aquest any es remunta a l'alta edat mitjana, quan el sistema Anno Domini esdevingué el mètode de numeració dels anys més comú a Europa.

## Esdeveniments
- Possible ocupació de Carpow (Escòcia) per tropes romanes menades per l'emperador Caracal·la.[1]
- Setembre o octubre - Xina: el general Cao Cao derrota els wu-huan en la batalla de la Muntanya del Llop Blanc.[2]